# Mario Kempe
För fotbollsspelaren, se Mario Kempes.
Michael Mario Kempe, född 19 september 1988 i Kramfors, är en svensk ishockeyspelare som spelar för HC Lugano.
Han har tidigare spelat för Vitjaz Podolsk i KHL, för Modo, Rögle och Djurgården i SHL samt för Arizona Coyotes i NHL.

## Klubblagskarriär
Säsongen 2005/06 vann Kempe den interna skytteligan i Modo Hockeys J20-lag med 20 mål. Samma säsong spelade han även i Sveriges herrjuniorlandslag i ishockey i U18-VM och gjorde där en assist på fem matcher samtidigt som han drog på sig 27 utvisningsminuter.
Kempe draftades som nummer 31 totalt i CHL:s importdraft säsongen 2005/2006. Han spelade säsongerna 2006/2007 och 2007/2008 i St. John's Fog Devils i den kanadensiska juniorligan QMJHL, och deltog i J20-VM 2008 då Sverige tog silver (Sveriges första medalj på 12 år).

### SHL
Säsongerna 2008/09 och 2009/10 spelade han i Rögle, och 2010/11 samt 2011/12 i Djurgården. Han skrev inför säsongen 2012/13 på för Modo där han stannade i två säsonger.
Under säsongen 2022/2023 återvände Kempe till svensk hockey när han skrev på för Luleå Hockey den 29 november 2022. 

### KHL
Inför 2014/15 skrev han på för Vitjaz Podolsk i KHL där han spelade i tre säsonger.

### NHL

#### Arizona Coyotes
Kempe draftades i NHL-draften 2007 av Philadelphia Flyers i femte rundan som nummer 122 totalt. Han skrev på ett ettårskontrakt med Arizona Coyotes den 16 maj 2017 och debuterade i NHL den 10 oktober 2017 i en 3-5-förlust mot Vegas Golden Knights. Den 28 maj 2018 skrev han på en ettårig kontraktsförlängning med Coyotes.

## Landslagskarriär
2005/06 spelade han även i Sveriges herrjuniorlandslag i ishockey i U18-VM och gjorde där en assist på fem matcher samtidigt som han drog på sig 27 utvisningsminuter.

## Privatliv
Mario Kempes yngre bror Adrian Kempe spelar för Los Angeles Kings.

### Fotnoter
1. ↑  ”Mario Kempe till MODO Hockey”. MODO Hockey. https://www.modohockey.se/article/p4hxainsi-4ij6i1/view. Läst 29 maj 2018.
2. ↑  ”Mario Kempe klar för Luleå Hockey”. www.luleahockey.se. https://www.luleahockey.se/article/6fqqalb23-30c4d/view. Läst 6 oktober 2023.
3. ↑  ”Гребешков и Кемпе пополнили состав «Витязя»”. https://www.khl.ru/news/2014/05/14/223827.html. Läst 29 maj 2018.
4. ↑  ”Arizona Coyotes on Twitter”. Twitter. https://twitter.com/ArizonaCoyotes/status/864533426619113472. Läst 29 maj 2018.
5. ↑  ”Kempe debuterade i NHL”. Sydsvenskan. https://www.sydsvenskan.se/2017-10-11/kempe-debuterade-i-nhl. Läst 29 maj 2018.
6. ↑  ”Coyotes Sign Kempe to One-Year Contract” (på amerikansk engelska). NHL.com. https://www.nhl.com/coyotes/news/coyotes-sign-kempe-to-one-year-contract/c-298815768. Läst 29 maj 2018.